# Скоростная железная дорога Чжэнчжоу — Сиань

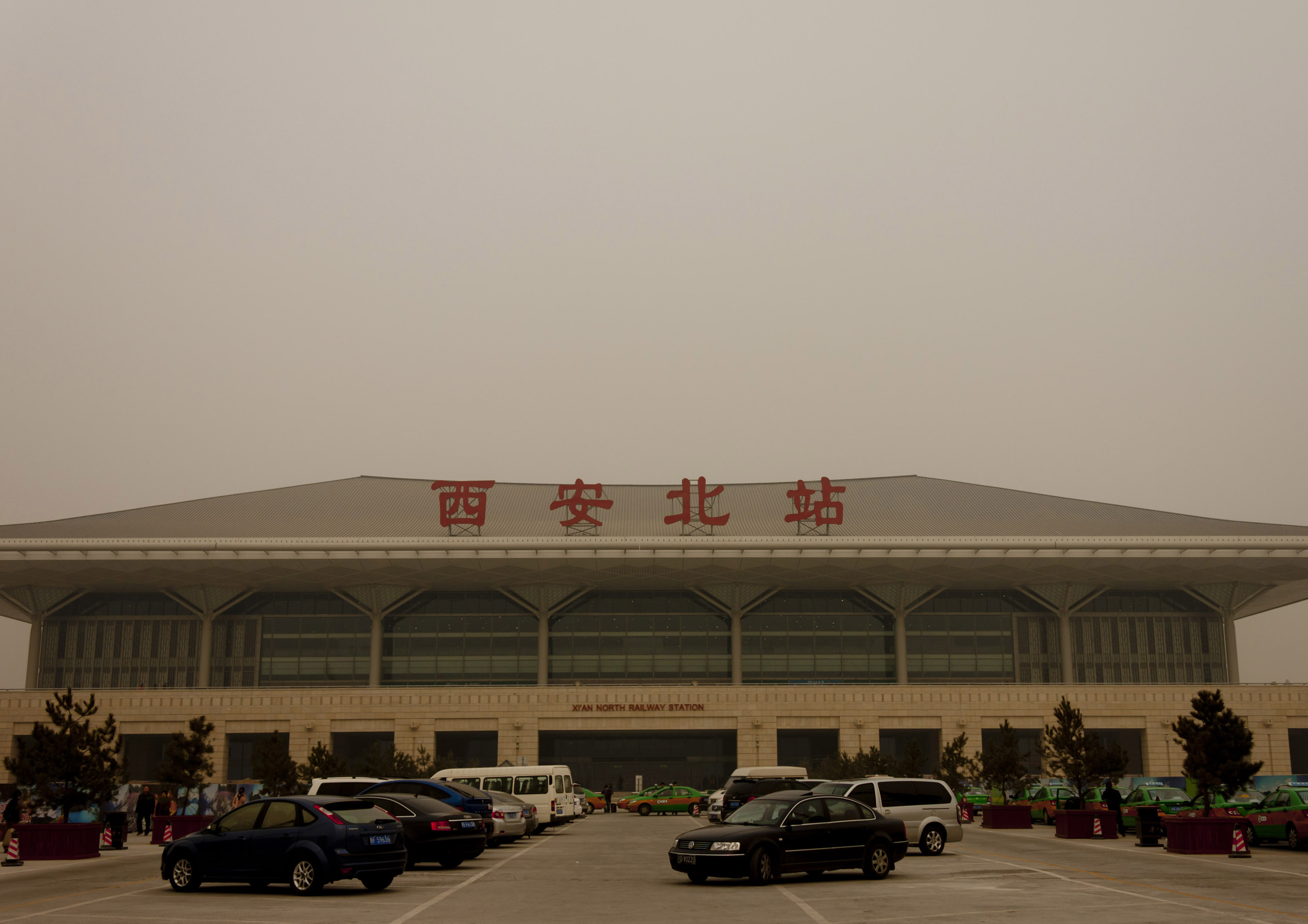
Вокзал Сиань-Северный

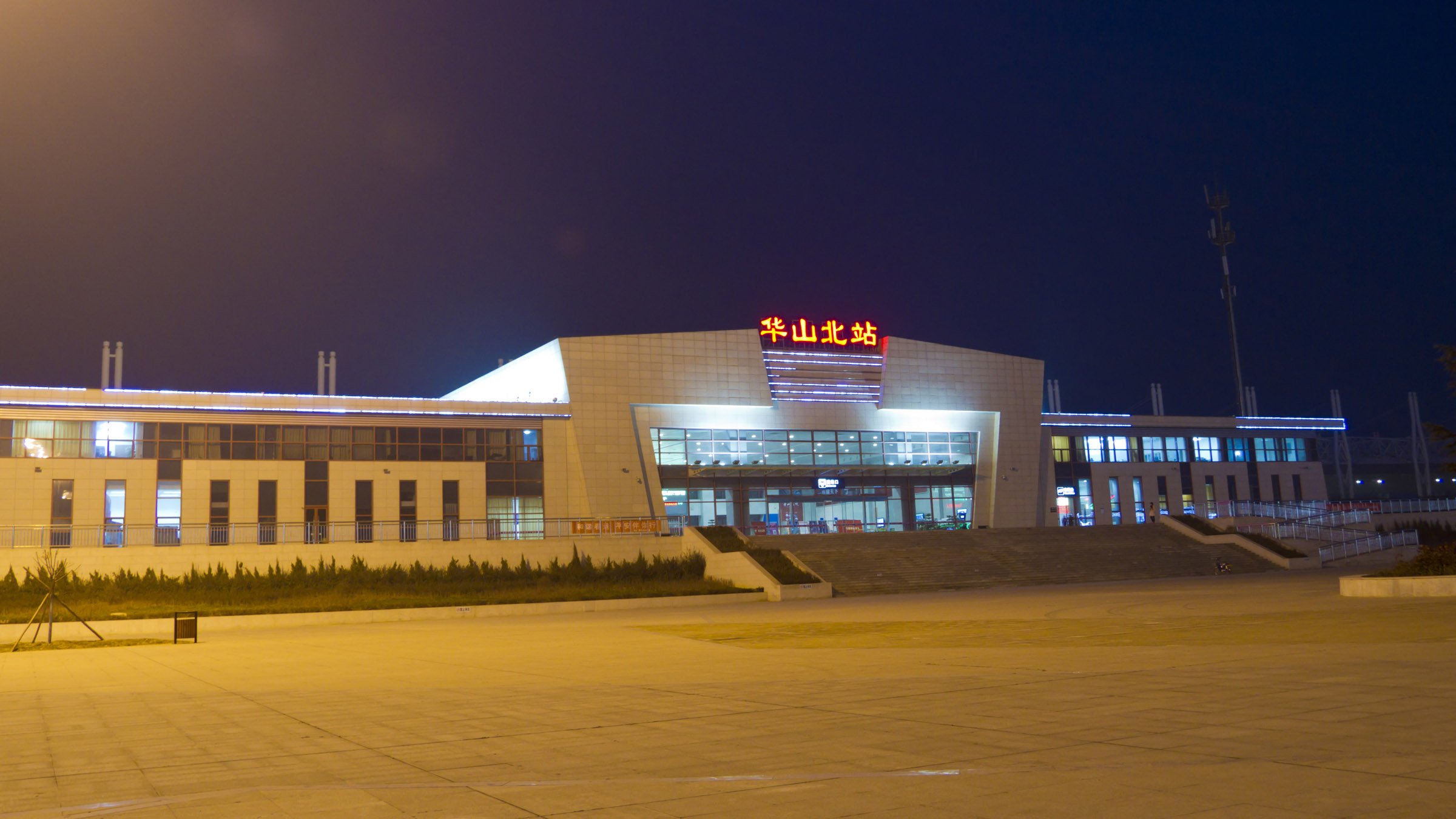
Вокзал Хуашань-Северный

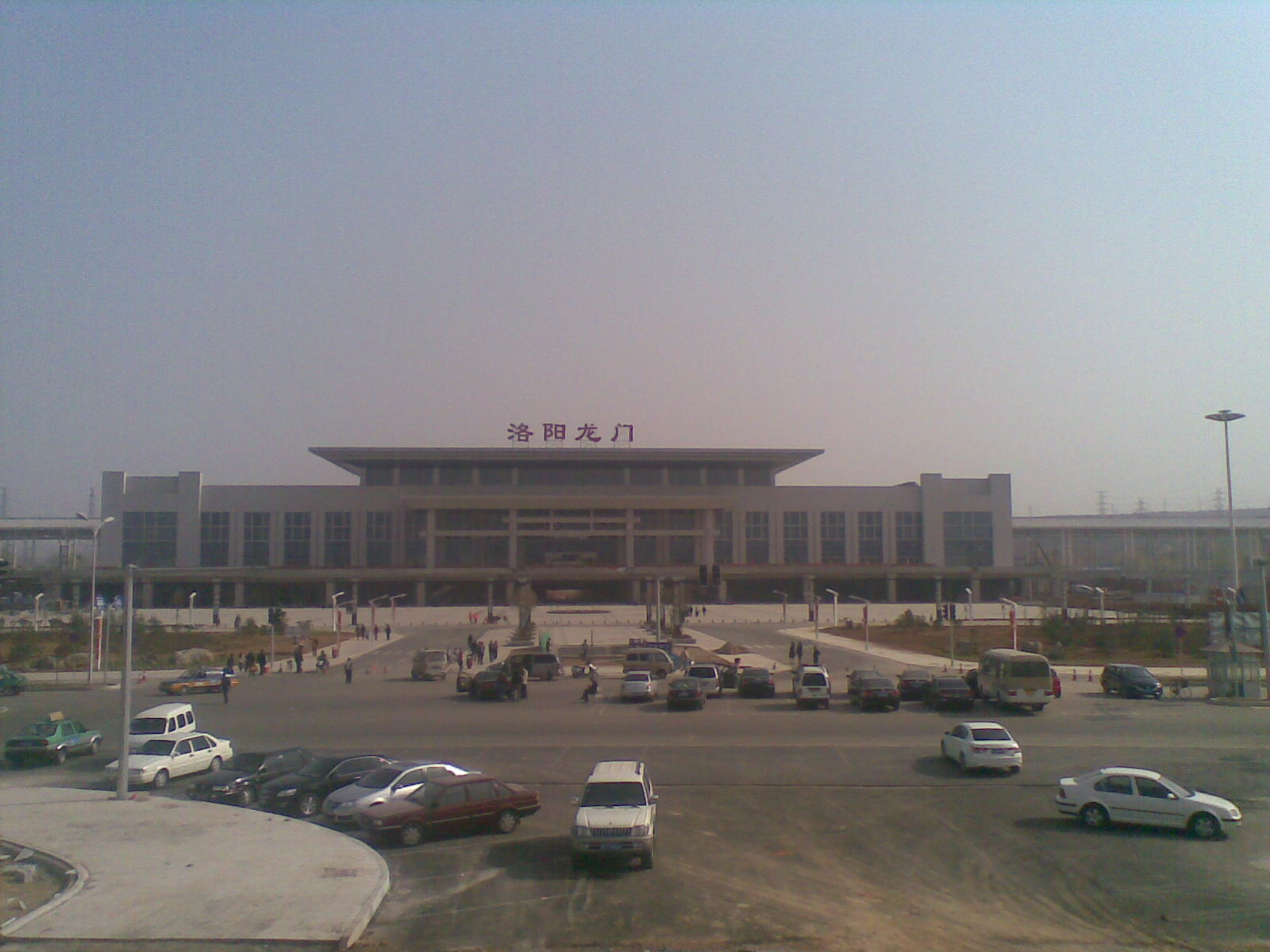
Вокзал Лоян-Лунмэнь

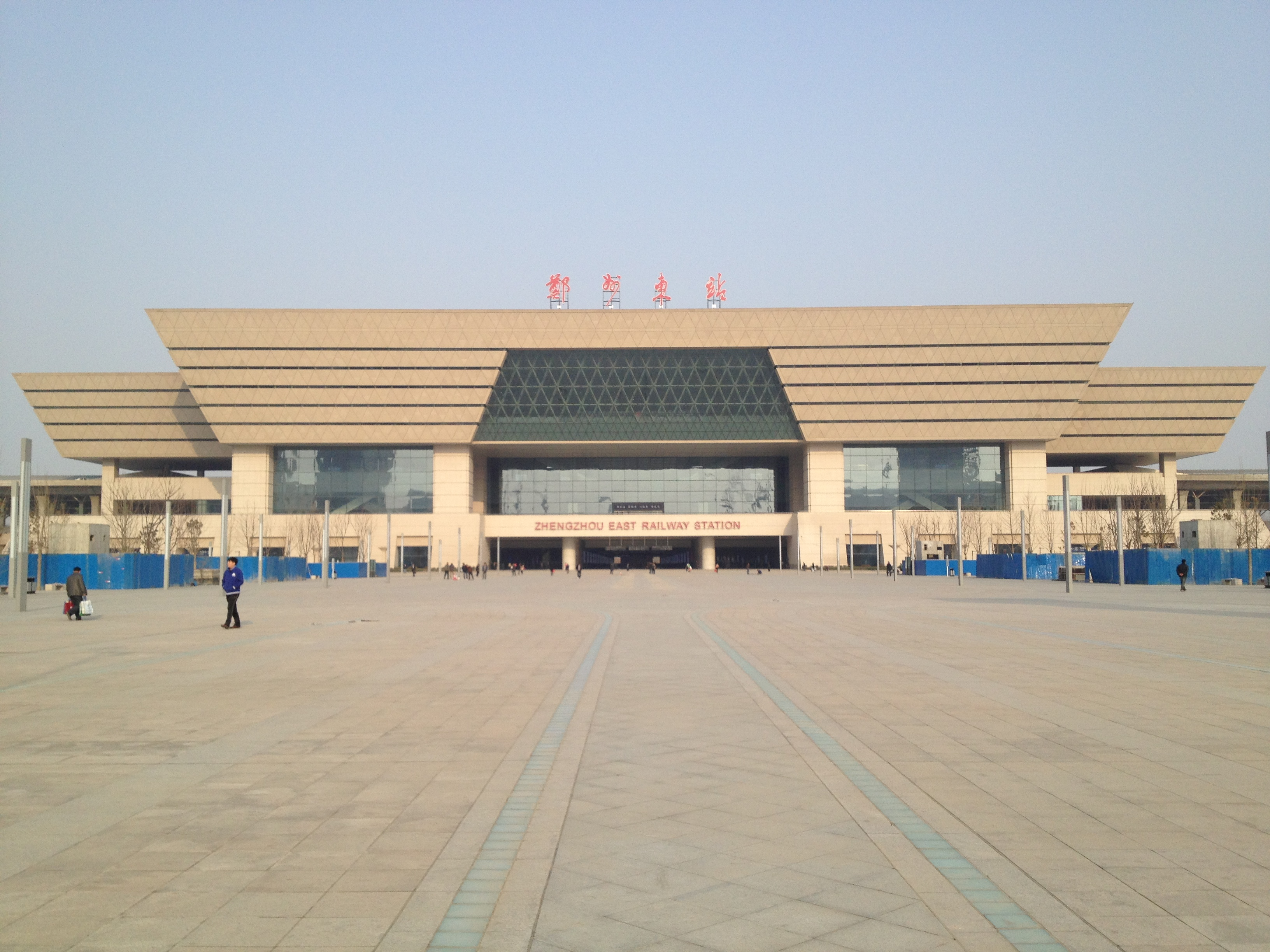
Строительство вокзала Чжэнчжоу-Восточный

Чжэнчжоуская высокоскоростная железная дорога (кит. 郑西客运专线) — высокоскоростная железнодорожная линия которая соединяет города Чжэнчжоу и Сиань.
Линия соединяет древние столицы Сиань и Лоян и проходит мимо знаменитой горы Хуашань.
Строительство линии было начато 25 сентября 2005 года.
Дорога протяжённостью 456 км была введена в эксплуатацию 6 февраля 2010 года. Поезда на этой линии двигаются со скоростью 350 км/ч, максимальная скорость — чуть меньше 400 км/ч.
На линии имеется 11 станций. Минимальный радиус кривых на этой линии — 9000 метров и в нескольких особо трудных местах 7000 метров. Линия двухпутная, электрифицирована на переменном токе напряжением 25 кВ. Расстояние между осями путей — 5 метров.
На линии много искусственных сооружений: 3 тоннеля протяжённостью 8460, 7851 и 7685 метров, а также мост через реку Вэй протяжённостью 79732 метров. На момент постройки этот мост являлся самым длинным в мире, но в 2010 году его превзошли по длине два моста на Пекин-Шанхайской высокоскоростной железной дороге (113 700 и 164 800 м).

## Остановки
1. Чжэнчжоу-Восточный (кит. 鄭州东站)
2. Синъян-Южный (кит. 荥阳南站)
3. Гунъи-Южный (кит. 鞏義南站)
4. Лоян-Лунмэнь (кит. 洛陽龍門站)
5. Мяньчи-Южный (кит. 澠池南站)
6. Саньмэнься-Южный (кит. 三門峽南站)
7. Линбао-Западный (кит. 靈寶西站)
8. Хуашань-Северный (кит. 華山北站)
9. Вэйнань-Северный (кит. 渭南北站)
10. Линтун-Западный кит. 临潼西站)
11. Сиань-Северный (кит. 西安北站)